# Beauce la Romaine
Beauce la Romaine is een gemeente in het Franse departement Loir-et-Cher in de regio Centre-Val de Loire en maakt deel uit van het arrondissement Blois. De gemeente telde 3.350 inwoners op 1 januari 2022.

## Geschiedenis
De commune nouvelle op 1 januari 2016 ontstaan door de fusie van de gemeenten La Colombe, Membrolles, Ouzouer-le-Marché, Prénouvellon, Semerville, Tripleville en Verdes. Ouzouer-le-Marché werd de hoofdplaats van de gemeente.

## Geografie
De oppervlakte van Beauce la Romaine bedraagt 136,51 vierkante kilometer; Op 1 januari 2022 was de bevolkingsdichtheid 24,5 inwoners per km².
De onderstaande kaart toont de ligging van Beauce la Romaine met de belangrijkste infrastructuur en aangrenzende gemeenten.